# Héroïne (roman)
Pour les articles homonymes, voir Héroïne (homonymie).
Héroïne est le cinquième roman de l'écrivaine française Ann Scott paru aux éditions Flammarion en 2005. Héroïne peut être considéré comme une suite de Superstars, second roman de l'auteure paru aux éditions Flammarion en 2000.

## Éditions
- Éditions Flammarion, août 2005  (ISBN 2-08-068707-7)
- Éditions J'ai lu, janvier 2007  (ISBN 2290353612)